# Щелкун обычный
Обычный щелкун (лат. Hypnoidus haplonotus)— вид щелкунов подсемейства Hypnoidinae.

## Распространение
Населяет восточную часть Тянь-Шаня.

## Описание

### Проволочник
Проволочник длиной до 10 мм. Площадка каудального сегмента очень выпуклая, концы наружных ветвей сильно направлены внутрь и загнуты. Задняя лопасть лобной пластинки яйцевидная, ближе к основанию сужена и с широким устьем. Проксимальная пара щетинок хорошо развита.